# Jiangshanosaurus
Jiangshanosaurus ("ještěr z Ťiang-šanu") byl rod velkého sauropodního dinosaura z kladu Titanosauria, který žil v období pozdní spodní křídy (geologický věk alb, asi před 105 miliony let) na území dnešní východočínské provincie Če-ťiang. Toto rodové jméno se často plete s rodem Jingshanosaurus, což byl geologicky mnohem starší a vývojově primitivnější sauropodomorf.

## Popis
Podle paleontologa Thomase R. Holtze, Jr. nejsou přesné rozměry tohoto sauropoda zatím známé. Podle odhadů badatele Gregoryho S. Paula měřil tento sauropod asi 11 metrů na délku a vážil kolem 2,5 tuny.

## Objev
Fosilie jiangshanosaura byly objeveny v souvrství Ťin-chua o stáří kolem 105 milionů let. Objev byl učiněn v blízkosti obce Li-sien v oblasti Ťiang-šan (odtud rodové jméno dinosaura, v anglickém přepisu zní název oblasti Jiangshan). Objevené části kostry zahrnují ocasní obratle, pánevní kosti, stehenní kost, lopatkový pletenec a hrudní obratle. Formálně byl tento sauropod popsán roku 2001, jediným známým druhem je typový J. lixianensis.

## Zařazení
Původně si s přesnějším systematickým zařazením paleontologové nevěděli rady, novější studie z roku 2017 jej však řadí mezi titanosaury jako sesterský druh ke kladu Lithostrotia. Podle některých výzkumů se zřejmě jedná o zástupce čeledi Saltasauridae. Podle novější studie ze srpna roku 2019 je tento druh buď netitanosauridním somfospondylem nebo velmi bazálním (vývojově primitivním) zástupcem kladu Titanosauria.